# Kenyon McNeail
Kenyon Tarrell McNeail (Memphis, 22 marzo 1991) è un ex cestista statunitense.

## Palmarès
- Alpe Adria Cup: 1

Körmend: 2018-19